# Servants in Heaven, Kings in Hell
Albums de Jedi Mind Tricks
Legacy of Blood
(2004) A History of Violence
(2008)
Singles
1. Heavy Metal Kings
Sortie : 1er août 2006

Servants in Heaven, Kings in Hell est le cinquième album studio de Jedi Mind Tricks, sorti le 19 septembre 2006.
L'album s'est classé 1er au Top Heatseekers, 10e au Top Independent Albums, 50e au Top R&B/Hip-Hop Albums et 131e au Billboard 200.
La chanson Uncommon Valor: A Vietnam Story, interprétée par R.A. the Rugged Man, a remporté le HipHopDX Award 2006 du « meilleur couplet de l'année » (Verse of the Year).

## Liste des titres
| No  | Titre                                                           | Contient un (des) sample(s) de                                                                                 | Durée |
| --- | --------------------------------------------------------------- | --- | ----- |
| 1.  | Intro                                                           | Overture Egmont Op.84 de Ludwig van Beethoven                                                                  | 1:05  |
| 2.  | Put Em in the Grave                                             | Twinz (Deep Cover 98) de Big Pun featuring Fat Joe Quiet Storm de Mobb Deep Threat de Jay-Z                    | 3:17  |
| 3.  | Suicide (featuring Crypt the Warchild)                          | Moshitup de Just-Ice featuring KRS-One                                                                         | 3:52  |
| 4.  | Uncommon Valor: A Vietnam Story (featuring R.A. the Rugged Man) | Duck & Cover de la United States Civil Defense Resignation (Washington, D.C., August 8, 1974) de Richard Nixon | 4:02  |
| 5.  | A Blood Red Path                                                | | 0:55  |
| 6.  | When All Light Dies (featuring Shara Worden)                    | | 4:33  |
| 7.  | Serenity in Murder                                              | Day One de D.I.T.C. Still D.R.E. de Dr. Dre featuring Snoop Dogg Quiet Storm de Mobb Deep                      | 4:05  |
| 8.  | Pariah Demise (Interlude)                                       | | 0:43  |
| 9.  | Heavy Metal Kings (featuring Ill Bill)                          | Estuans Interius de Carl Orff Hell on Earth (Front Lines) de Mobb Deep                                         | 4:33  |
| 10. | Shadow Business (featuring Crypt the Warchild)                  | Il Mio Coraggio d'Ornella Vanoni                                                                               | 4:09  |
| 11. | Triumph and Agony                                               | | 0:57  |
| 12. | Razorblade Salvation (featuring Shara Worden)                   | Dumb I Sound de Sufjan Stevens                                                                                 | 4:21  |
| 13. | Outlive the War (featuring Sean Price & Block McCloud)          | Noi Siamo Zingarelle de Giuseppe Verdi                                                                         | 3:43  |
| 14. | Gutta Music (featuring Reef the Lost Cauze et Chief Kamachi)    | Yo No Soy Esa de Mari Trini                                                                                    | 3:43  |
| 15. | Temples of Ice (Interlude)                                      | | 0:45  |
| 16. | Black Winter Day                                                | Tear Me Apart d'Alberto Daglio                                                                                 | 4:11  |

| 17. | Heavy Metal Kings (TERROR Remix) (featuring Ill Bill)     |                                          | 4:34 |
| 18. | Pretty Little Whores (featuring Outerspace et Vinnie Paz) | Siento Mucho Amiga Mia de Roberto Carlos | 3:39 |
| 19. | Blitz Inc. (featuring 7L & Esoteric et King Syze)         | Voyages de Michel Polnareff              | 3:14 |